# George C. Hull
George C. Hull (28 de janeiro de 1878 – 2 de fevereiro de 1953) foi um roteirista norte-americano nascido na Índia.
Nascido George Charles Hull, em Kolhapur, Maharashtra, Índia,[carece de fontes?] ele escreveu para 50 filmes entre 1918 e 1932.
George faleceu em Los Angeles, Califórnia.

## Filmografia selecionada
- The Phantom of the North (1929)
- Beware of Blondes (1928)
- The Sorrows of Satan (1926)
- Lord Jim (1925)
- Wanderer of the Wasteland (1924)
- Out of Luck (1923)
- Double Dealing (1923)
- Single Handed (1923)
- The Gentleman from America (1923)
- Man to Man (1922)
- Sure Fire (1921)
- The Wallop (1921)
- The Freeze-Out (1921)
- West is West (1920)
- Hitchin' Posts (1920)
- 'If Only' Jim (1920)
- His Buddy (1919)
- The Fighting Brothers (1919)